# 撞匙
撞匙是一種開啟彈子鎖的小工具，把它插入彈子鎖後，配合拍打，能將大量彈子鎖打開。拍打彈子鎖的開鎖方法在1970年代由丹麥鎖匠發現，近年有鎖匠按照此原理，磨製一種擁有特殊匙齒的鎖匙，作為新式開鎖工具，稱作「撞匙」。此一工具在全球各地引起關注。

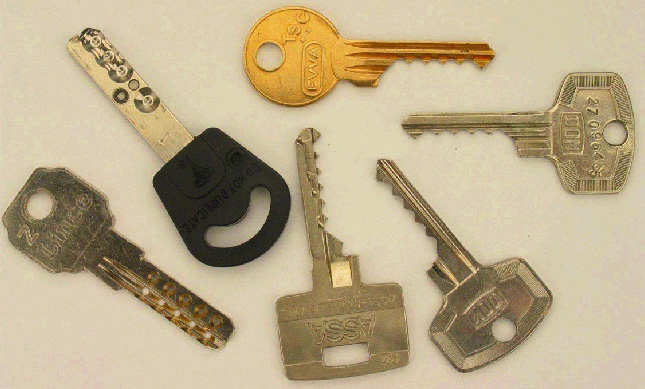
撞匙的鎖齒有如一排整齊的牙齒，齒與齒要有足夠深度，才可讓彈子鎖的整排下珠墮入

## 歷史
1970年代，丹麥一些鎖匠發現，若在彈子鎖的鎖膽上輕微拍打，可把彈子鎖的上珠全部彈高，有機會把鎖具打開。
，但此一方法並未引起公眾關注。
直到2002至2003年，德國鎖匠Klaus Noch發現，他們可按照此一原理，利用匙胚製作出一個簡單開鎖工具。該工具是一條鎖匙，其鎖齒磨至最深（一般稱9號），把它插入鎖孔後，由於該匙的鎖齒較深，彈子鎖的下珠會全部墮入鎖齒之內。此時，只需以適當力度拍打鎖匙，彈子鎖的上珠就會應聲被拋高。只要上、下珠短暫的分離時間，鎖具即會被開啟。他於是向德國媒體披露有關消息。。
2005年，荷蘭鎖匠組織Toool的負責人Barry Wels及Rop Gonggrijp起草一份白皮書，進一步測試多款彈子鎖，並詳細披露此一開鎖方法對公眾的潛在威脅，引起當地電視節目Nova報道，結果引起當地廣泛關注。。

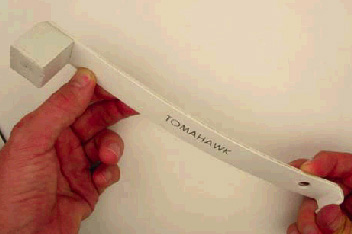
名為Tomahawk的膠鎚，拍打的力度較平均，不少鎖匠以此示範撞匙的原理

2006年，荷蘭消費組織Consumentenbond及Toool進一步測試約60款型號的彈子鎖，並邀請專業鎖匠及一般民眾利用該方法開鎖，結果78%可由有經驗的鎖匠於3分鐘內成功打開，有35%的型號能被未經開鎖訓練的人打開。同一時間，美國保安顧問Marc Weber Tobias發表兩份白皮表，進一步講述此一問題。

## 風險
「撞匙」的風險引起關注，主要是它利用了彈子鎖的原理進行開鎖，其間並不需要外部性入侵工具協助，一般人即使不懂彈子鎖原理，只要擁有一條「撞匙」，亦可把鎖具打開。然而，有關不同鎖的彈珠和匙孔，均有不同，因此理論上，一條撞匙一般只能打開指定款式的鎖具。這令外界格外關注，這些鎖匙能否在民間輕易購買。
原理上，只要擁有配匙機，而又懂得彈子鎖的鎖珠分佈情況，均可以磨出同樣的鎖匙，而網上亦有針對某些款式的撞匙出售。

## 連結
- Bump Key HOWTO （页面存档备份，存于） - Google Video上由 Tyler Larson 提供的影片，描述如何製作撞匙。
- Modification instructions[永久] 由 John Davenport 提供，描述如何由一把 999 鑰匙製作撞匙。